# Montaigu-la-Brisette
 Montaigu-la-Brisette  es una población y comuna francesa, situada en la región de Baja Normandía, departamento de Mancha, en el distrito de Cherbourg-Octeville y cantón de Valognes.

## Demografía
| 472 | 420 | 395 | 401 | 407 | 428 |
| Para los censos de 1962 a 1999 la población legal corresponde a la población sin duplicidades (Fuente: INSEE [Consultar]) |     |     |     |     |     |